# Parabuteo
Parabuteo és un gènere d'ocells rapinyaires de la família dels accipítrids (Accipitridae) que àrees de la zona Neotropical.
Parabuteo literalment significa "semblant a Buteo".

## Taxonomia
Considerat durant molt temps un gènere monospecífic, fa poc s'ha inclòs una espècie (leucorrhous) que era ubicada al gènere Buteo.
Així, la Classificació del Congrés Ornitològic Internacional (versió 12.2, juliol 2022) aquest gènere està format per dues espècies:
- aligot culblanc (Parabuteo leucorrhous).
- aligot de Harris (Parabuteo unicinctus).